# Käthe Neumann
Käthe Emma Neumann (* 14. Juli 1903 in Berlin; † 14. August 1989 in Emmerich) war eine deutsche Orientalistin, Indologin und Religionswissenschaftlerin. Sie war von 1937 bis 1968 an der Religionskundlichen Sammlung der Philipps-Universität Marburg tätig und wesentlich an deren Aufbau beteiligt.

## Leben
Käthe Neumann wurde als Tochter von Minna und Otto Neumann in Berlin geboren. Nach dem Abitur studierte sie zuerst Germanistik, Geschichte und Philosophie in Berlin (1923–1925), sodann Sanskrit und Vergleichende Sprachwissenschaft bei Ludwig Heller in Greifswald (1926), anschließend Indische und Iranische Philologie sowie Vergleichende indogermanische Sprachwissenschaft bei Johannes Nobel in Berlin (1926–1931) und zuletzt Vergleichende Religionsgeschichte bei Friedrich Heiler in Marburg (1931–1933). Sie erwarb Kenntnisse in Sanskrit, Pali, Prakrit, Avestisch und Tocharisch sowie in Chinesisch, Tibetisch und Japanisch.
Nach Abschluss des Studiums absolvierte Käthe Neumann eine bibliothekarische Weiterbildung an der Preußischen Staatsbibliothek in Berlin (1933–1934). Anschließend erhielt sie eine Anstellung bei Carl Haeberlin in Wyk auf Föhr zur Katalogisierung der dortigen medizinischen und friesisch-volkskundlichen Bibliothek (1934–1937). Von 1937 bis zu ihrem Ruhestand 1968 war sie als (stets befristete) wissenschaftliche Hilfskraft bzw. ab 1961 als wissenschaftliche Angestellte an der Religionskundlichen Sammlung der Philipps-Universität Marburg tätig und erfüllte dort die Aufgaben einer Kustodin.
Über ihre berufliche Zeit hinaus bestanden Kontakte z. B. zu der CDU-Politikerin und Witwe von Friedrich Heiler Anne Marie Heiler. 1984 siedelte Käthe Neumann nach Emmerich über, wo sie bis zu ihrem Tod lebte. Zu ihrer Familie in Ost-Berlin um den Sprachwissenschaftler Werner Neumann hielt sie in den Jahrzehnten der deutsch-deutschen Teilung auf dem Postweg Kontakt.

## Wirken
Käthe Neumann wurde 1933 mit einer Arbeit über die Sanskrit-Grammatik des Hemacandra im Fach Indologie an der Philipps-Universität Marburg promoviert. Die Publikation der Arbeit erfolgte 1935 im Verlag Hunold in Braunschweig. Eine geplante Habilitation konnte zeitlebens jedoch nicht realisiert werden.
Die Anstellung Käthe Neumanns an der Religionskundlichen Sammlung der Philipps-Universität Marburg 1937 durch Sammlungsdirektor Heinrich Frick ist auf ihre religionsgeschichtlichen, sprachlichen und bibliothekarischen Fachkenntnisse sowie ihre Expertise im Bereich Asiatica zurückzuführen. Ihr fielen jahrzehntelang die Betreuung und der weitere Ausbau der Sammlung sowie der religionswissenschaftlichen Bibliothek zu. Eine Japan-Ausstellung 1937 und eine Ostasien-Ausstellung 1943 kennzeichneten ihre frühen Arbeitsjahre in Marburg. Eine besondere Herausforderung stellten die Kriegsjahre und die notwendige sichere Verwahrung der Sammlungsobjekte dar. Die organisatorische Unterstützung des Umzugs der gesamten Sammlung vom „Jubiläumsbau“ (dem heutigen „Kunstgebäude“) in der Biegenstraße ins Marburger Schloss 1949/50 und des daran anschließende Doppelkongresses für Religionswissenschaft und Orientalistik 1950 in Marburg fiel ebenso in den Zuständigkeitsbereich Käthe Neumanns. Sie übernahm außerdem die Korrespondenz für Heinrich Frick innerhalb der „Deutschen Arbeitsgemeinschaft für Religionswissenschaft“.
Käthe Neumann war darüber hinaus an der Philipps-Universität Marburg in der Lehre tätig, z. B. gemeinsam mit ihrem Doktorvater Johannes Nobel in der Indologie und verstärkt ab den 1950er Jahren gemeinsam mit Fricks Nachfolger Friedrich Heiler. Außerdem unterstützte sie bzw. bot selbst Führungen durch die Sammlung an.

Ihre fachwissenschaftliche Expertise war auch im Rahmen verschiedener Buchprojekte gefragt. Für Johannes Nobel erledigte Käthe Neumann über viele Jahre hinweg lexikographische und redaktionelle Arbeiten am sogenannten Hackmann-Wörterbuch chinesischer buddhistischer Termini, das letztlich 1951 allein unter seinem Namen erschien. Außerdem oblag ihr die Fertigstellung des von Friedrich Heiler 1959 herausgegebenen umfangreichen Bandes „Die Religionen der Menschheit in Vergangenheit und Gegenwart“. Heiler schreibt in seinem Vorwort:

„Sie [Käthe Neumann] hat nicht nur aufgrund ihrer großen Sprachkenntnisse die Abschnitte über chinesische und indische Religion und Buddhismus nachgeprüft und das Literaturverzeichnis für diese zusammengestellt, sondern auch während meiner Studienreise durch Ostasien und Indien die Hauptlast der Korrekturen getragen.“
Die Publikation enthält den einzigen längeren wissenschaftlichen Beitrag, der unter Käthe Neumanns Namen veröffentlicht wurde: das Kapitel „Die Religion der Japaner“. Namentlich trat sie darüber hinaus als Chronistin der Arbeiten anderer in Erscheinung, indem sie deren Werkverzeichnisse erstellte, z. B. für Heinrich Frick und Carl Haeberlin.

Ihr Verständnis als Religionswissenschaftlerin des eigenen Fachs wurde von einem sie 1955 portraitierenden Artikel in der ZEIT festgehalten:
„Wenn Frau Dr. Neumann bestimmte Menschen ihrer wissenschaftlichen Disziplin kennzeichnen und auszeichnen will, dann spricht sie von ihrer Toleranz. Das Eindringen in eine Religion bewirkt hier keine dogmatische Einengung, sondern Duldung. Religionen, Kulturen und Sprachen als Objekte, ohne persönliche Identifizierung mit ihnen, eine Haltung aus Distanz und Aufmerksamkeit – es ist die souveräne Geste einer exklusiven geistigen Lebensform.“
Eine rückblickende Würdigung ihrer Tätigkeit durch die Verleihung des Bundesverdienstkreuzes lehnte Käthe Neumann 1978 jedoch mit der Begründung ab, sie habe nur ihre Arbeit getan.

## Publikationen (Auswahl)
- Die Sanskrit-Grammatik des Hemacandra (Śabdānuśāsana, Buch 1, Kapitel 1-3: Terminologie und Wohllautsregeln) mit seinem eigenen ausführlichen Kommentar (Bṛhadvṛtti). Text mit Übersetzung und Erläuterungen. Inaugural-Dissertation zur Erlangung der Doktorwürde der Philosophischen Fakultät der Philipps-Universität zu Marburg. Marburg 1935, DNB 570959535.

- Erklärendes Wörterbuch zum Chinesischen Buddhismus von Heinrich Hackmann. Nach seinem Nachlass überarbeitet. Herausgegeben von Johannes Nobel. Leiden 1951, ISBN 978-90-04-00837-3.

- Die Religion der Japaner. In: Friedrich Heiler (Hrsg.): Die Religionen der Menschheit in Vergangenheit und Gegenwart. Stuttgart 1959, ISBN 978-3-15-010291-6, S. 135–157.